# لويس أليخاندرو بينيا
لويس أليخاندرو بينيا (بالإسبانية: Luis Alejandro Peña)‏ (30 يونيو 1979 بتشيلي - ) هو لاعب كرة قدم تشيلي في مركز الوسط. لعب مع بي إس إم إس ميدان وPSM Makassar ‏ وGresik United F.C. ‏.

## وصلات خارجية
- لويس أليخاندرو بينيا على موقع قاعدة بيانات كرة القدم.إي يو (الإنجليزية)
- لويس أليخاندرو بينيا على موقع Soccerway.com (الإنجليزية)